# Kalabrese
Kalabrese (* 14. Januar 1973 in Zürich als Sacha Winkler) ist ein Schweizer Musiker und Musikproduzent.

## Karriere
Als Schlagzeuger spielte er von 1994 bis 1998 in der Schweizer Hip-Hop-Band Sendak und nahm mit ihr eine EP und zwei CDs auf. Nach Verlassen der Band begann er eine Neuorientierung in Richtung elektronische Tanzmusik und begann in der Zürcher Szene vermehrt, als DJ aufzutreten.
Seine erste 12"-Veröffentlichung Airolo (2000) auf dem Zürcher Label Stattmusik kann dem Minimal House zugeordnet werden. Die nächste Veröffentlichung Chicken Fried Rice (2004) erfolgte auf dem Berliner Minimal-Label Perlon, wobei seine Musik stilistisch in Richtung minimalem Funk mit Live-Elementen ging, was für das Label eher untypisch war. Hier setzte er seine später von vielen als für seine Produktionen charakteristisch empfundene Stimme in einer Art Sprechgesang ein.
Mit dem Track Auf dem Hof von der EP Hühnerfest gelang ihm 2005 ein Underground-Clubhit, der mehrfach remixed wurde. 2007 erschien nach anderthalbjähriger Arbeit sein Debütalbum Rumpelzirkus. Das Album war eine elektronisch-akustische Mischung aus Minimal House, Funk und Folk. Es entstand unter der Mitwirkung befreundeter Musiker in Zürich und erhielt zahlreiche positive Kritiken in der internationalen Musikpresse. Mehrere dieser Musiker bildeten und bilden auch die Band «Rumpelorchester», darunter Balint Dobozi (piano, keys, electronics), Michael Flury (trombone), Benjamin Danech (trumpet) oder Marton di Katz (bass).
Tourneen mit der Live-Band Rumpelorchester führten ihn 2007/2008 und mit dem Folge-Album «Independent Dancer» ab 2013 an wichtige Festivals der elektronischen Musik wie etwa das 
Sonar-Festival (Barcelona), das Mutek Festival (Montreal) sowie zahlreiche Festivals, Clubs und Konzerthallen in ganz Europa, USA und Mexiko.
In der Corona-Pandemie entstanden zwei Alben (Let Love Rumpel, Part 1 & 2), mit denen er auch live auftritt.

## Platten
mit Sendak:
- Sendak (EP, X-tra, 1995)
- Conversation (CD/LP, X-tra, 1996)
- Moving on (CD, X-tra, 1997)

solo:
- Airolo (12", Stattmusik, 2000)
- Chicken Fried Rice (12", Perlon, 2004)
- Hühnerfest EP (12", Stattmusik, 2005)
- Rumpelzirkus (CD/2x12", Stattmusik, 2007)
- 118 (12", Phictiv, 2007)
- Independent Dancer (CD/2x12", Rumpelmusig (Compost), 2013)
- Bananenräuber EP (12", Rumpelmusig (Compost), 2017)
- Let Love Rumpel - Part 1 (CD/2x12", Rumpelmusig, 2021)
- Let Love Rumpel - Part 2 (CD/2x12", Rumpelmusig, 2022)

## Auszeichnungen
- Werkjahr des Popkredits der Stadt Zürich mit Sendak, 1997[10]
- Werkjahr des Popkredits der Stadt Zürich, 2007[10]